# Cacopsylla arctica
Cacopsylla arctica är en insektsart som först beskrevs av Walker 1852.  Cacopsylla arctica ingår i släktet Cacopsylla och familjen rundbladloppor. Inga underarter finns listade i Catalogue of Life.